# Alexandre Ikonnikov
Pour les articles homonymes, voir Ikonnikov.
Alexandre Evguenievitch Ikonnikov (en russe : Александр Евгеньевич Иконников) est un écrivain russe né le 4 mars 1974 à Ourjoum, dans l'oblast de Kirov (alors en République socialiste fédérative soviétique de Russie, URSS).
Ikonnikov suit des études d'allemand à l'université pédagogique d'État de la Viatka. Il enseigne l'anglais à Bystritsa dans le raïon d'Oritchev entre 1998 et 2000, puis l'allemand à Iekaterinbourg avant de revenir à Kirov en 2001,. Il travaille ensuite comme journaliste et traducteur à Kirov.
Il rédige les textes d'un album photo d'Annette Frick.
Il écrit en russe et en allemand.